# Кіращук Олег Петрович
Кіращук Олег Петрович (нар. 8 липня 1972, Коломия, Івано-Франківська область) — писанкар, учасник АТО, член Національної спілки майстрів народного мистецтва України, член Національної Спілки художників, Лауреат Художньої Премії ім. Я.Лукавецького, учасник ряду Всеукраїнських та Міжнародних виставок.
Писанкарством займається з другої половини 1980-х. Наприкінці 1990-х та на поч.2000-х, у пошуках зразків давніх писанок, самотужки провів кілька експедицій по селах Покуття, що на Івано-Франківщині, де зібрав близько 80 зразків покутських писанок. До кінця 1990-х писав суто автентичні писанки, на поч.2000-х почав створювати авторські роботи, які тепер знаходяться у приватних колекціях в США, Канаді, Люксембургу та ін. країнах.
О.Кіращук пише писанки, послуговуючись традиційною давньою технікою воскового розпису.
1984-88 р.р. — навчався в коломийській Художній школі.
1990-92 р.р. — служба у Збройних силах.
1993 р. — участь у родинній виставці (Краєзнавчий музей, м. Івано-Франківськ).
1995 р., березень — Персональна виставка в Обласному науково-методичному центрі народної творчості.
1995 р., березень — участь у родинній виставці «Як задзвонять усі дзвони», Український Дім, м. Київ.
1995 р., вересень — науково-методична розробка була рекомендована Обласним управлінням освіти для занять в гуртках писанкарства.
1995—2000 р.р. — здобував Вищу освіту у Прикарпатському університеті (художній факультет).
1997 р. — участь у родинній виставці в Художньому музеї (м. Чернівці).
2001 р. (квітень-червень) та, вдруге, в 2002 р. (квітень) — Таллін, Естонія — перебував тут на запрошення УГКЦ, що в м. Талліні, та за рекомендацією Обласного осередку Спілки народних майстрів, як автор значної частини писанок Гуцульщини та Покуття, що тут експонувалися; проводив екскурсії по Музею сакрального мистецтва, що діє при Церкві; «майстер-класи», участь у популяризації української писанки на естонському радіо (україномовна годинна програма «Калина червона») та телебаченні (майстер-клас в російськомовній телепрограмі «Супутник телеглядача»).
2004 р., грудень — вступ до Національної Спілки майстрів народного мистецтва України;
2012 — участь у Міжнародній виставці у містах Токіо та Кіото (організатор- Izumi Fujita);
2014,серпень — 2015,вересень- участь в АТО у складі 128-ї гірсько-піхотної бригади;
29 січня, 2015- отримав осколкове поранення голови під час оборони «дебальцівського плацдарму».
2016, 18 лютого- Персональна виставка у Музеї писанкового розпису (м. Коломия);
2017- був прийнятий до Національної Спілки художників України;
2018 та 2019 роки- участь у Міжнародних виставках-ярмарках «Leipziger Eierlei 2018» та «Leipziger Eierlei 2019» у німецькому місті Лейпциг; 
з 24 лютого 2022 року- солдат 10 окремої гірсько-штурмової бригади;
Одружений, разом з дружиною виховує двох дітей.